# Ourozinho
Ourozinho ist ein Ort und eine ehemalige Gemeinde (Freguesia) im portugiesischen Kreis Penedono. Die Gemeinde hatte 136 Einwohner (Stand 30. Juni 2011).
Am 29. September 2013 wurden die Gemeinden Ourozinho und Antas zur neuen Gemeinde União das Freguesias de Antas e Ourozinho zusammengeschlossen.